# Château de Kermaria
 (février 2022).
Le château de Kermaria construit à la fin du XIXe siècle est situé à Morlhon-le-Haut dans l'Aveyron. 

## Description
Il s'agit d'une gentilhommière composée de deux ailes articulées en équerre

## Historique
Le château de Kermaria  fut construit à  la fin du XIXe siècle à Morlhon-le-Haut à l'initiative du général Jean-Rémond de Butler et de son épouse Marie Dubrueil. Cette dernière en fit les dessins et le nom Kermaria signifie chez Marie. 